# بيرنهارد شاخنر
بيرنهارد شاشنر (بالألمانية: Bernhard Schachner)‏ (10 يناير 1986 بالنمسا - ) هو لاعب كرة قدم نمساوي في مركز الوسط. شارك مع منتخب النمسا تحت 21 سنة لكرة القدم. أما مع النوادي، فقد لعب مع أدميرا فاكر مودلينغ وسوادورف ‏.

## وصلات خارجية
- بيرنهارد شاشنر على موقع بيانات كرة القدم. دي إي (الألمانية)
- بيرنهارد شاشنر على موقع Soccerway.com (الإنجليزية)
- بيرنهارد شاشنر على موقع عالم كرة القدم.نت (الإنجليزية)